# Гуля, Владимир Васильевич
Владимир Васильевич Гуля — советский хозяйственный, государственный и политический деятель, Герой Социалистического Труда.

## Биография
Родился в 1922 году в селе Кривоносово. Член КПСС.
Участник Великой Отечественной войны. С 1943 года — на хозяйственной, общественной и политической работе. В 1943—1980 гг. — председатель колхоза, инструктор районного комитета партии, начальник производственного управления сельского хозяйства, первый секретарь Маловисковского райкома Компартии Украины.
Указом Президиума Верховного Совета СССР от 8 апреля 1971 года присвоено звание Героя Социалистического Труда с вручением ордена Ленина и золотой медали «Серп и Молот».
Делегат XXIV съезда КПСС.
Умер в Кировограде в 1986 году.